# Burchard IV. im Hassegau
Burchard IV. († 13. Juli 982 gefallen bei Crotone) war Graf im Hasse- und Liesgau.
Seine Abstammung ist umstritten. Wenig wahrscheinlich ist, dass er ein Sohn von Herzog Burchard III. von Schwaben war, da dessen einzig sicher bezeugte Ehe mit Hadwig kinderlos blieb und Kaiser Otto II. das Herzogtum Schwaben nach Burchards Tod 973 an seinen Neffen, den Liudolfinger Otto I. von Schwaben vergab. Hätte es einen legitimen Nachkommen Burchards III. gegeben, hätte Kaiser Otto II. diesen schwerlich in der Herzogsnachfolge übergehen können. Möglicherweise war Burchard ein Sohn des Grafen Dedi I. im Hassegau.
Burchard ist 950, als er in Worms einen Zweikampf zugunsten einer Liudolfinger-Prinzessin austrug, und 968, als er eine Schenkung an das Kloster Corvey machte, beurkundet. Als Kaiser Otto II. im Jahre 981 zusätzliche Panzerreiter aus Deutschland nach Italien rief, folgten Burchard und sein Bruder Dedi diesem Ruf. Beide fielen am 13. Juli 982 in der Schlacht bei Cotrone gegen die Sarazenen. Ein möglicher zweiter Bruder von ihm war Dietrich I. (Thiedrico), der Stammvater der Wettiner.

## Ehe und Kinder
Burchards Ehe mit Emme von Merseburg entsprangen drei Kinder:
- Burchard I. von Goseck, Pfalzgraf von Sachsen, Stammvater der Grafen von Goseck
- Friedrich I. († spätestens 1042)
- Tochter ⚭ Graf Gebhard I. von Querfurt (um 970 – um 1017)